# جون غاردنر (نقابي)
جون غاردنر (بالإنجليزية: John Gardner)‏ هو نقابي أمريكي، ولد في 1905 في كاليس في الولايات المتحدة، وتوفي في 1995 في هافر هيل في الولايات المتحدة.